# Wicken Fen

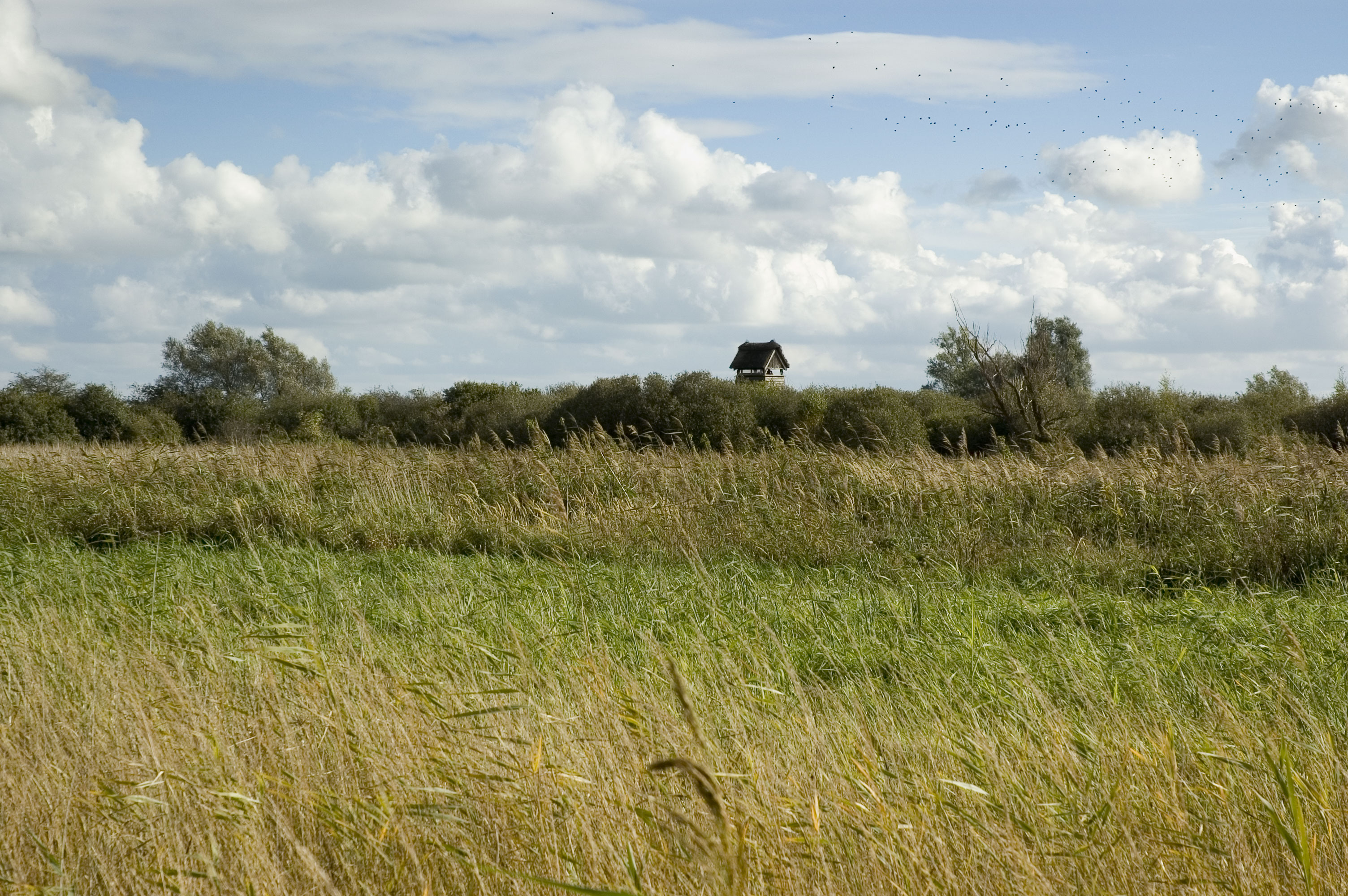
Vogelbeobachtungshütte im Wicken Fen

Fläche, die als Naturschutzgebiet und SSSI ausgewiesen ist

Wicken Fen ist ein britisches Naturschutzgebiet in der Nähe des Dorfes Wicken zwischen Cambridge und Ely in Cambridgeshire, England.

## Reservat

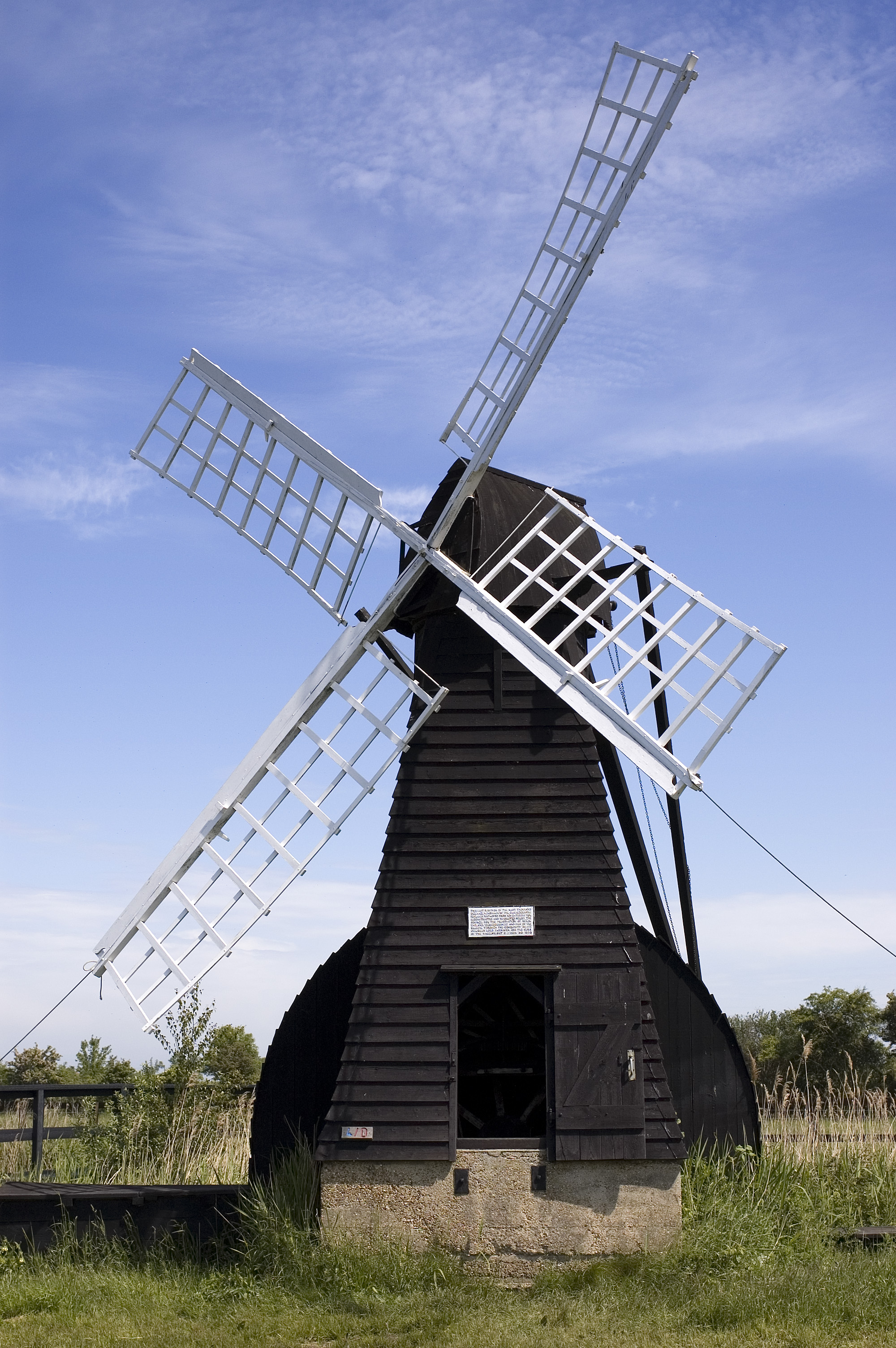
Die Pumpwerk-Windmühle

Das Reservat besteht aus Fenland, Marschland, Röhricht und Ackerland. Wicken Fen ist einer von nur vier verwilderten Fens in East Anglia, wo ansonsten 99,9 % der früheren Fens in Ackerland umgewandelt wurden. Er ist als Site of Special Scientific Interest ausgewiesen.

### Geschichte
Wicken Fen ist eines der ältesten Naturschutzgebiete Großbritanniens und war 1899 das erste vom National Trust betreute Naturschutzgebiet. Die erste Parzelle wurde dem National Trust 1901 von Charles Rothschild gestiftet.

### Management
Wicken Fen gibt einen Einblick in die Natur, wie sie seit dem Mittelalter in dieser Gegend ausgesehen hat. Im Sinne des Naturschutzes wird das Reservat intensiv geschützt und gepflegt, um die ungewöhnlichen Arten, die sich dort über Jahrhunderte entwickelt haben, zu erhalten. Zum Beispiel wird das Reet der Binsenschneide seit 1414 jährlich zum Dachdecken geerntet. Dadurch bildete sich ein Habitat von Pflanzen und Tieren, die auf diesen Zyklus angewiesen sind. In einigen Gebieten grasen heute Konik-Ponys und Schottische Hochlandrinder, um den Bewuchs kurz zu halten.

### Wissenschaft

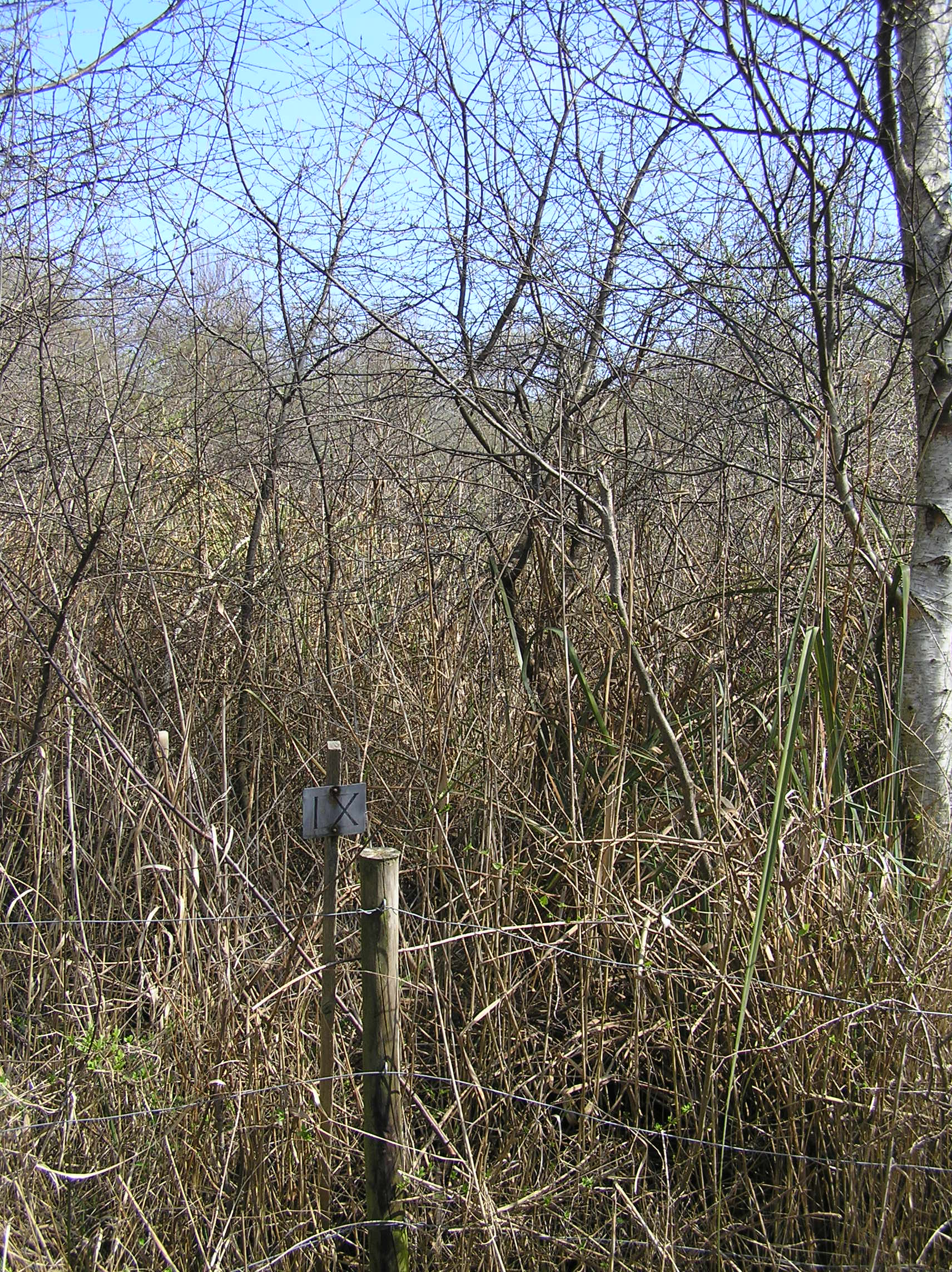
Nie gemähtes Godwin Plot

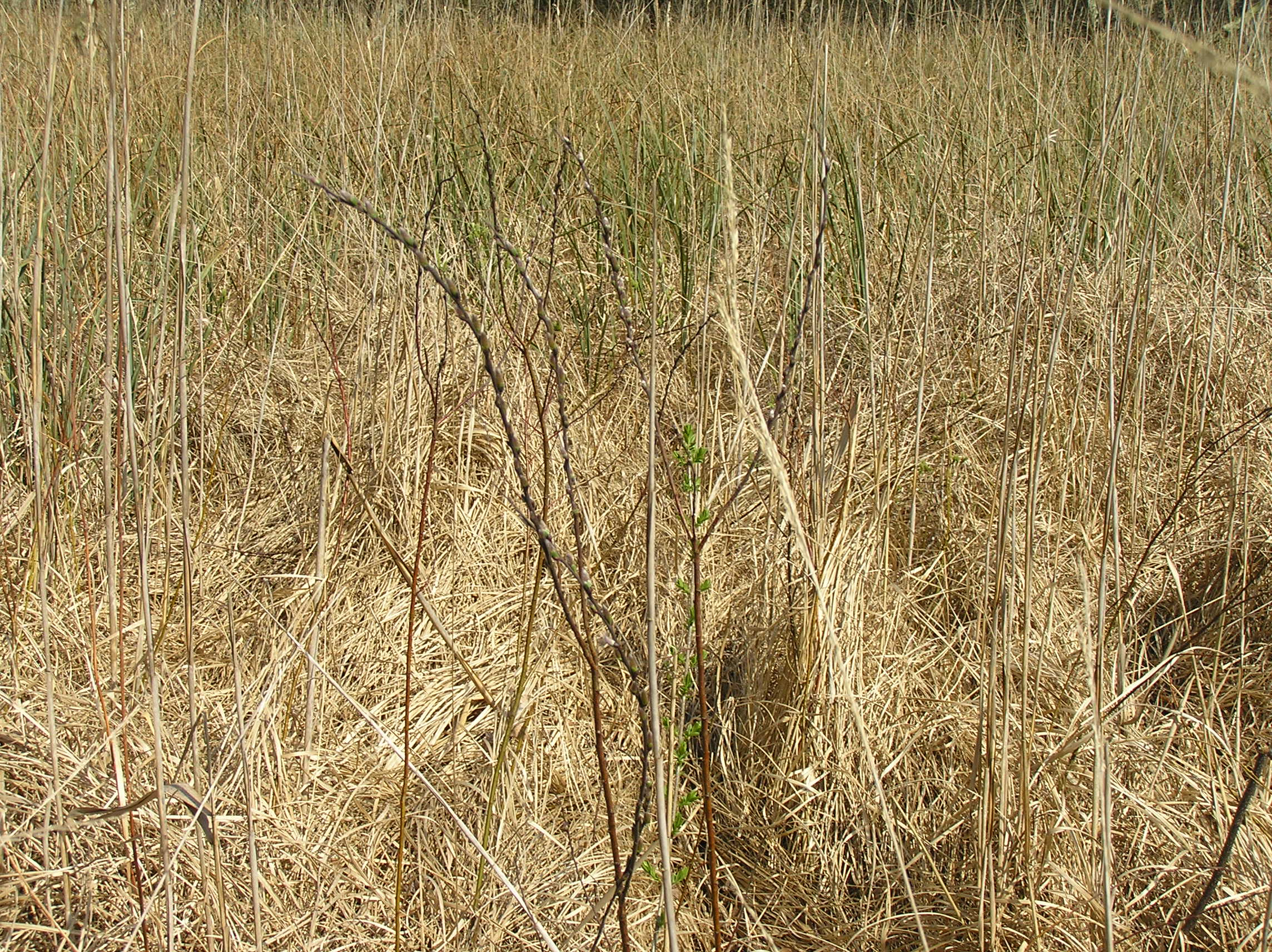
Alle drei Jahre gemähtes Godwin Plot

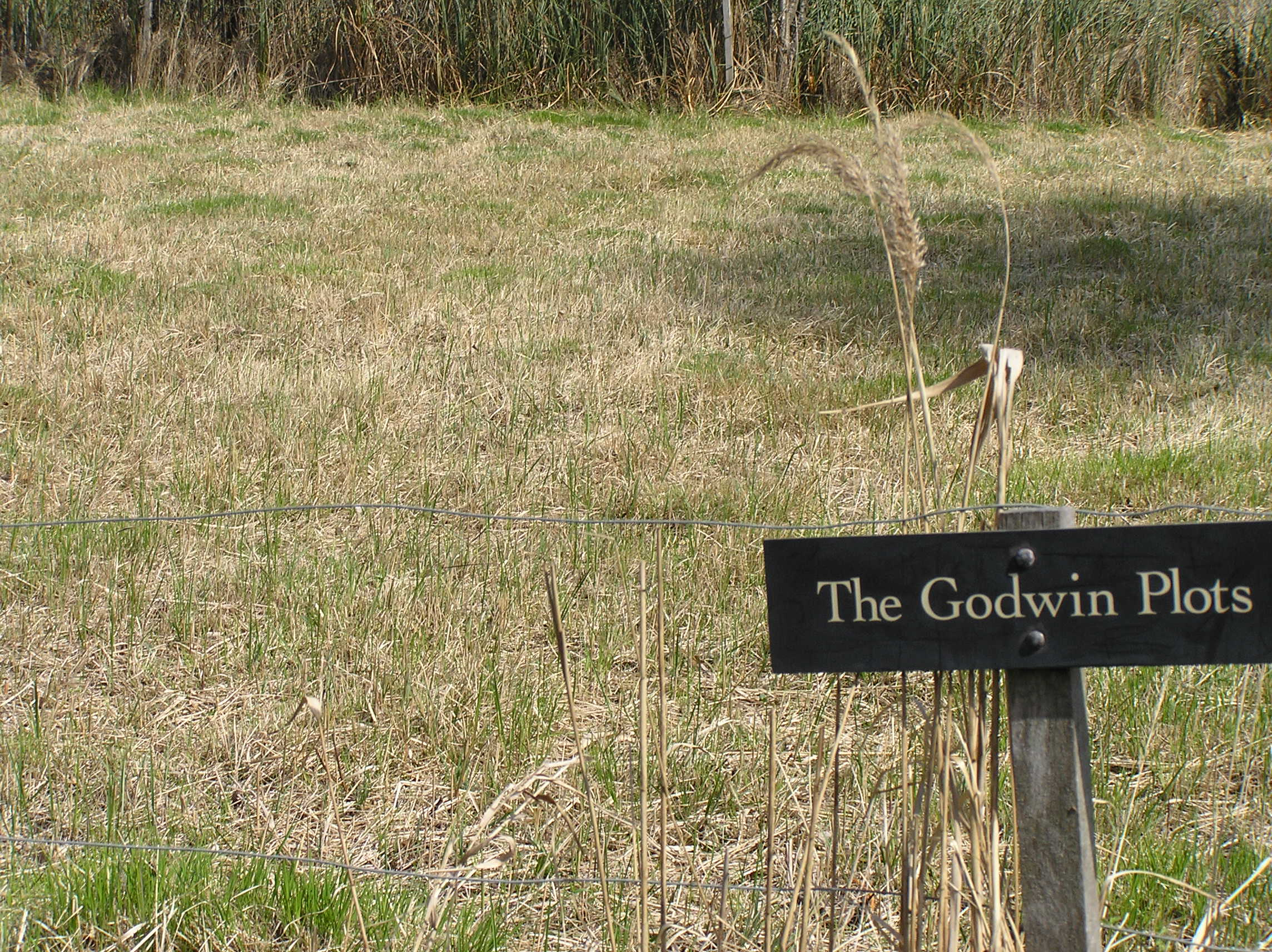
Jährlich gemähtes Godwin Plot

Wicken Fen wird seit langem durch Naturwissenschaftler erforscht. Namhafte Victorianische Entomologen sammelten dort Käfer, Motten und Schmetterlinge, und einige davon sind heute noch in Museen ausgestellt. Seit den 1920er Jahren kümmerten sich die Botaniker Sir Arthur Tansley und Sir Harry Godwin in bahnbrechender Weise um das Reservat. Ein Langzeitexperiment zur Beobachtung des Bewuchses von Brachland, die sogenannten Godwin Plots, wurde in den 1920er Jahren durch Harry Godwin begonnen und wird heute noch weitergeführt.

### Zugänglichkeit
Wicken Fen ist öffentlich zugänglich. Das Gelände ist über das gesamte Jahr mit Ausnahme des Weihnachtstages von Sonnenaufgang bis Sonnenuntergang zugänglich. Einige Pfade werden bei schlechtem Wetter gesperrt und einige Gebiete sind unzugänglich. Es gibt einen aus recyceltem Plastik gebauten Steg zu zwei Vogelbeobachtungshütten, die immer offen sind. Es gibt ein Besucherzentrum mit Shop, Toiletten und Café. Das Fen Cottage ist an Sonntagen geöffnet und zeigt das Leben der Fenland-Bevölkerung am Anfang des 20. Jahrhunderts.
Die Pfade in und um Wicken Fen wurden auf Google Street View schon lange vor den meisten Stadtgebieten Großbritanniens gezeigt.

## Entwicklung des Reservats

Land des National Trust im Wicken Fen, 2011

Am 1. Mai 1899 kaufte der National Trust zwei Acres (8094 m2) für 10 £. Der National Trust kaufte sich dort über ein Jahrhundert Land, sobald es verfügbar wurde. 1951 waren bereits 247 Hektar (611 Acres) des Fens als Site of Special Scientific Importance kategorisiert. Das Fen wurde 1977 durch den Nature Conservation Review erfasst und ist ein National Nature Reserve und Ramsar-Feuchtgebiet von internationaler Bedeutung. Der National Trust besaß 2001 bereits 930 Hektar (2.300 Acres) des Wicken Fen.

### Vision
Der National Trust plant seit 1999, über die kommenden 100 Jahre das Wicken Fen auf eine Größe von 56 km² (22 Quadratmeilen) zu vergrößern, indem Grundstücke zum Marktpreis erworben werden. 2001 wurde mit der Burwell Fen Farm ein großes Grundstück erworben (1,65 km2), 2005 die 100 Hektar große Torf-Farm auf dem Tubney Fen. Andere Ankäufe betrafen die Hurdle Hall Farm (2009), die Oily Hall Farm (2009) und den St. Edmunds Fen (2011).

### Lodes Way

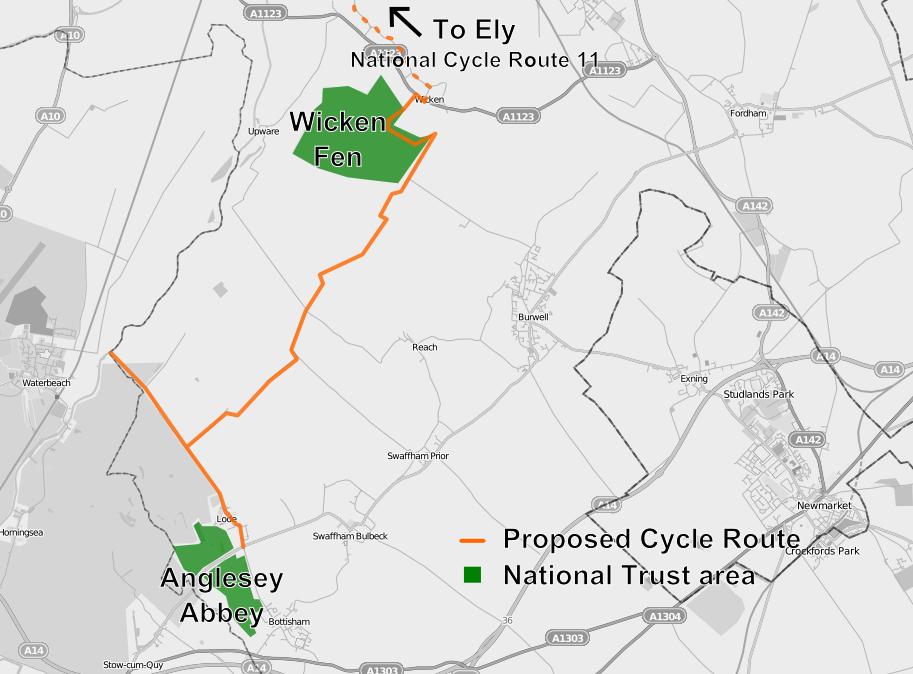
Lodes Way

Der National Trust hat im Sinne der Nachhaltigkeit ab 2008 zusammen mit Sustrans Wicken Fen mit Anglesey Abbey und Bottisham über 14 km (9 Meilen) lange Wege und Brücken für Fußgänger, Radfahrer und Reiter verbunden. Die Gesamtkosten dafür betrugen 2 Mio. £, wovon 600.000 £ durch das Connect2-Projekt von Sustrans aufgebracht wurden.

## Flora und Fauna
Naturfreunde begeisterten sich von Anfang an für das Wicken Fen, weil er eine große Artenvielfalt bot. Es werden dort auch sehr ungewöhnliche Arten angetroffen. 1998 wurden über zwanzig im Fen bisher unbekannte Arten gefunden und 2005 weitere zehn. Die Arten werden in Listen aufgelistet, die übers Internet abrufbar sind. Im Reservat leben viele Fliegen-, Schnecken-, Spinnen- und Käferarten.

### Pflanzen
Bemerkenswerte Pflanzen sind unter anderem das Graben-Veilchen sowie die Binsenschneide.

### Vögel

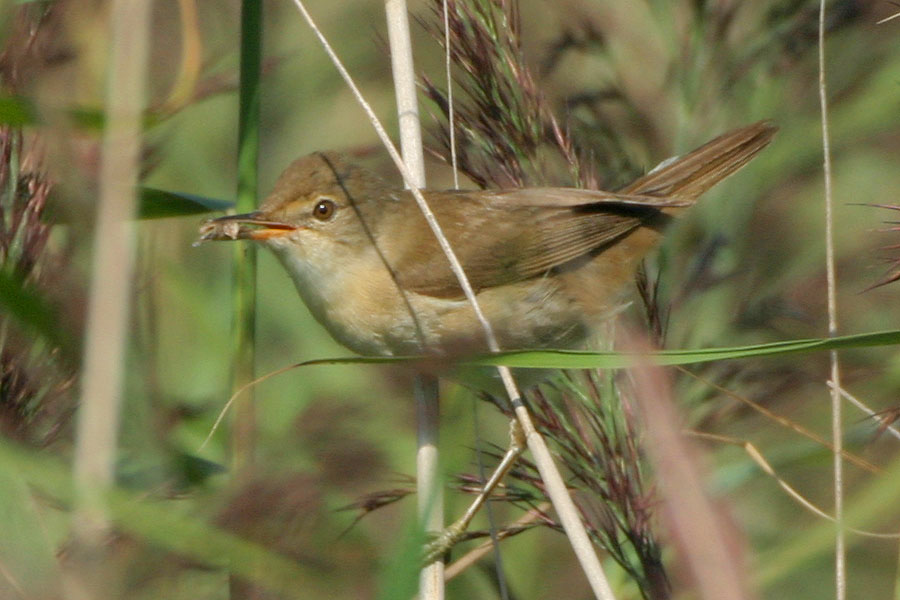
Ein Rohrsänger im Wicken Fen

Die Vögel des Wicken Fen lassen sich von den meisten Besuchern leichter beobachten als viele Insekten.